# Yoann Lemoine
Yoann Lemoine nascut el 16 de març de 1983, conegut professionalment com Woodkid, és un director de vídeos musicals, dissenyador gràfic i cantautor francès. Els seus treballs més destacats inclouen la direcció de videoclips per a "Teenage Dream" de Katy Perry, "Back to December" de Taylor Swift, "Born to Die" de Lana Del Rey i "Sign of the Times" de Harry Styles.
Lemoine també és un músic de chamber pop. El 28 de març de 2011, va llançar el seu primer EP Iron EP. El 18 de març de 2013, va llançar el seu primer àlbum titulat The Golden Age, que és un disc autobiogràfic. Va llançar el seu segon àlbum S16 el 16 d'octubre de 2020, més de set anys després, seguit d'alguns llançaments d'àlbums senzills.

## Vida i carrera

### Primers anys de vida
Yoann Lemoine va néixer a Tassin-la-Demi-Lune, prop de Lió d'una mare d'origen jueu polonès. Va estudiar il·lustració i animació a l'escola Émile Cohl, on es va diplomar amb matrícula d'honor. Després va marxar al Regne Unit per seguir un curs de procés d'impressió de serigrafia al Swindon College. El 2004, Yoann es va traslladar a París. Després d'una breu experiència a H5, es va unir a l'equip de Luc Besson i va treballar durant un any en el projecte Arthur and the Invisibles. El 2006, Yoann va dirigir una sèrie de seqüències per a posterior edició de la pel·lícula Maria Antonieta de Sofia Coppola.

### 2011–2019: inicis, l'edat d'or i altres empreses
El seu primer projecte musical tracta sobre la transició de la infància a l'edat adulta i els seus 
antecedents rurals. Les cançons es poden descriure com a "orgàniques" i de fusta. El projecte tracta d'un nen, que comença orgànic i després es converteix en marbre. Una explicació de per què Lemoine es va convertir en músic és que el guitarrista Richie Havens li va regalar un ukelele durant un rodatge de vídeo que estava dirigint. Woodkid va llançar l'EP Iron el 28 de març de 2011. Per al vídeo musical del senzill "Iron" (compost per Yoann Lemoine), va col·laborar amb la model anglesa Agyness Deyn. La cançó va aparèixer en tràilers d'Assassin's Creed: Revelations d'Ubisoft i la pel·lícula Hitchcock, així com la sèrie de televisió Teen Wolf.
El 6 d'octubre de 2011, durant una actuació en directe a Brussel·les, va interpretar una versió de la cançó de Katy Perry "Teenage Dream" (el vídeo oficial de la qual va dirigir). El 15 d'octubre de 2011, va cantar a l'escenari amb Lana Del Rey a la ciutat de Nova York. Va co-crear el vídeo de la seva cançó "Born to Die". Va actuar al London Jazz Festival el 15 de novembre de 2012.
La col·lecció tardor-hivern 2013 de la marca francesa d'alta costura Dior Homme, "A Soldier on My Own", es va inspirar en "Iron" de Woodkid i porta el nom d'una frase de la lletra. La cançó es va utilitzar com a banda sonora de l'espectacle.
El 15 de desembre de 2012, Lemoine va anunciar que començava a gravar el seu àlbum de debut, que s'anomenaria The Golden Age. Va ser llançat el 18 de març de 2013 a través del segell independent Green United Music. Lemoine va mostrar la portada oficial de l'àlbum a través d'un vídeo que va crear ell mateix el 14 de desembre de 2012 i va publicar la llista de cançons corresponent de l'àlbum una setmana més tard, el 21 de desembre a la seva pàgina oficial de Facebook.
"Run Boy Run" fou dirigit per ell mateix i emprat en diversos anuncis (amb veu de Sean Bean) de les cadenes O₂ i Science Channel. També fou banda sonora dels trailers teasers per la sèrie Musketeers, de la BBC en gener de 2014. El vídeo musical "Run Boy Run" fou nominat a Best Music Video als Premis Grammy de 2013. La cançó també sona a l'ambientació del joc Dying Light. "Run Boy Run" i "I Love You" foren interpretades en la banda sonora del film de 2014, Divergent. Durant la gira de Golden Age, Woodkid actuà en la sala de concerts londinenca Brixton Academy amb la BBC Concert Orchestra en novembre de 2013, i fou convidat pel Montreux Jazz Festival a tocar per segona vegada amb la Sinfonietta de Lausanne en l'Auditori Stravinsky. Els concerts del tour The Golden Age foren destacades per la bona coordinació en la il·luminació i projeccions visuals que incloïen imagineria dels vídeos musicals preexistents. Per acabar la cançó també és usada en la sèrie Umbrella Academy, acompanyant al personatge Número 5, The boy, en l'episodi que també es titula Run Boy Run.

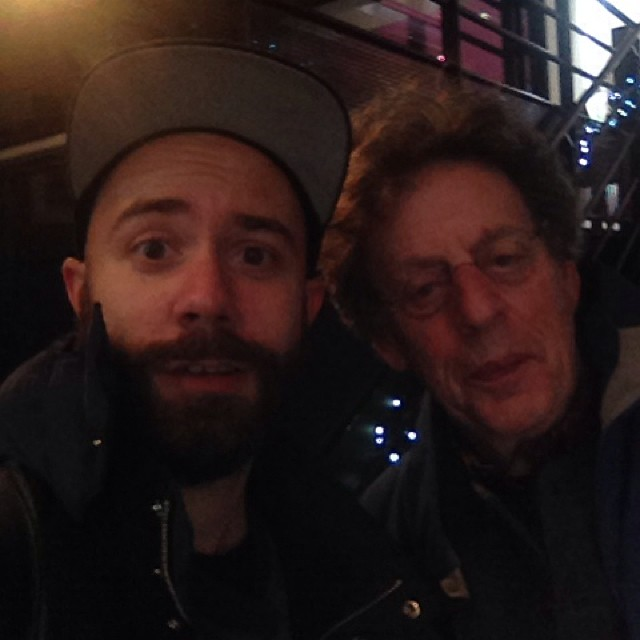
Woodkid i Philip Glass després de la conferència i debat "New York Minimalism" a l'Opera de Saint Etienne en 2014.

El gener de 2014, Lemoine / Woodkid va ser convidat a fer una actuació i parlar sobre el moviment minimalista de Nova York amb Philip Glass per l'Òpera i Museu d'Art Modern de Saint-Étienne. El febrer de 2014, Woodkid va rebre el premi al millor intèrpret escènic en l'equivalent francès dels premis Grammy, Les Victoires de la Musique. El 2014, Woodkid / Lemoine va treballar com a director creatiu del concepte de vídeo musical 24 Hours of Happy de Pharrell Williams, vist més de 600 milions de vegades a YouTube. També va exercir com a director creatiu de la campanya de vídeos de l'àlbum Love in the Future de John Legend, produït per Kanye West, incloent vídeos de "Who Do We Think We Are", dirigit per Paul Gore i "Made to Love". dirigida per Daniel Sannwald.
L'abril de 2014, Woodkid actuà a Coachella. El 26 de juny de 2014, Woodkid va encetar el Festival Internacional de Jazz de Montreal amb un concert gratuït a l'aire lliure per a un públic de més de 100.000 persones. El juliol de 2014, Ubisoft va publicar el seu segon tràiler cinematogràfic d'Assassin's Creed Unity, on es va reproduir "The Golden Age". L'agost de 2014, Woodkid actuà a l'FM4 Frequency Festival d'Àustria. El desembre de 2014, Woodkid actuà a Wonderfruit a Tailàndia. També va dirigir l'espectacle en Coachella de Pharrell Williams, amb Jay Z, Gwen Stefani, Usher, Pusha T, Busta Rhymes i Puff Daddy. La banda de tambors i cornetes Cavaliers Drum and Bugle Corps van incloure "Run Boy Run" com a part del seu repertori de 2015, titulat "Game On", amb el qual actuaren i competiren amb altres bandes.
El 15 de juliol de 2016, Woodkid va actuar al Festival de Jazz de Montreux en una vetllada especial "Woodkid and Friends" amb un conjunt gairebé tot acústic. Va estar acompanyat per l'orquestra Sinfonietta de Lausanne i un cor de nens del Festival Coral de Montreux. Entre els seus amics que també van actuar en aquest esdeveniment hi havia Son Lux, The Shoes, Ed Droste, Thomas Bloch i l'actriu Elle Fanning cantant per primera vegada en directe sobre un escenari. El 16 de setembre de 2016, Woodkid va promocionar l'àlbum debut de Mykki Blanco a la seva pàgina de Facebook. Apareix al senzill "High School Never Ends" i va ajudar a produir l'àlbum. El març de 2017, es va emetre el segon episodi de 13 Reasons Why, amb "Run Boy Run". Al febrer de 2019, es va emetre el segon episodi de The Umbrella Academy, que també presentava "Run Boy Run" i utilitzava la cançó com a homònim de l'episodi. El maig de 2022, es va emetre el cinquè episodi de The Pentaverate, que també presentava "Run Boy Run".